# Saxifragales
Saxifragales is een botanische naam van een orde van tweezaadlobbige planten: de naam is gevormd uit de familienaam Saxifragaceae. Een orde onder deze naam wordt met enige regelmaat erkend door systemen voor plantentaxonomie.
In het APG II-systeem (2003) is de samenstelling als volgt:
- orde Saxifragales
  - familie Altingiaceae
  - familie Aphanopetalaceae
  - familie Cercidiphyllaceae
  - familie Crassulaceae (Vetplantenfamilie)
  - familie Daphniphyllaceae
  - familie Grossulariaceae (Ribesfamilie)
  - familie Haloragaceae (Vederkruidfamilie)

[+ familie Penthoraceae ]
[+ familie Tetracarpaeaceae ]
  - familie Hamamelidaceae (Toverhazelaarfamilie)
  - familie Iteaceae

[+ familie Pterostemonaceae ]
  - familie Paeoniaceae (Pioenfamilie)
  - familie Saxifragaceae (Steenbreekfamilie)

waarbij een familie tussen "[+ ... ]" optioneel is, desgewenst af te splitsen
Dit is een lichte verandering ten opzichte van het APG-systeem (1998)
- orde Saxifragales
  - familie Altingiaceae
  - familie Cercidiphyllaceae
  - familie Crassulaceae (Vetplantenfamilie)
  - familie Daphniphyllaceae
  - familie Grossulariaceae (Ribesfamilie)
  - familie Haloragaceae (Vederkruidfamilie).
  - familie Hamamelidaceae
  - familie Iteaceae
  - familie Paeoniaceae (Pioenfamilie)
  - familie Penthoraceae
  - familie Pterostemonaceae
  - familie Saxifragaceae (Steenbreekfamilie)
  - familie Tetracarpaeaceae

Onder het Cronquist-systeem (1981) bestond niet een orde onder deze naam en waren deze families verdeeld over de orden Rosales, Hamamelidales en Haloragales.